# 4212 Sansyu-Asuke
4212 Sansyu-Asuke eller 1987 SB2 är en asteroid i huvudbältet som upptäcktes den 28 september 1987 av de båda japanska astronomerna Takeshi Urata och Kenzo Suzuki i Toyota. Den är uppkallad efter den tidigare japanska staden Asuke.
Asteroiden har en diameter på ungefär 16 kilometer.